# Слава Кубани!
«Слава Кубани! Героям слава!» — кубанское приветствие и лозунг кубанских казаков.

## История
Название «Слава Кубани» носил один из бронепоездов Вооружённых сил Юга России белогвардейского генерала А. И. Деникина, сформированный в 1919 году в Харькове и действовавший на территории Украины.
В 1944 году на Кубани действовали две сотни Украинской повстанческой армии, организованные Организацией украинских националистов, которые называли себя «Казацкая повстанческая армия». Их якобы боевым приветствием было «Слава Кубани!», а ответом — «Слава героям!».
При описании событий 1908 года в романе писателя Виктора Лихоносова «Ненаписанные воспоминания. Наш маленький Париж» (1986) кубанские казаки используют приветствие «Слава героям, слава Кубани!». Доктор философских наук Е. С. Троицкий считает такое приветствие воодушевляющим, патриотическим. Герои романа произносят это приветствие вместе, не разделяя его на части.
Вариант приветствия «Слава Кубани!» с откликом «Героям слава!» встречается у современных кубанских казаков. Авторы газеты «Вольная Кубань» упоминали фразу «Слава Кубани!» с ответом «Героям слава!» как вариант казачьего приветствия, который распространён среди некоторых жителей кубанских станиц.
Писатель Борис Алмазов в книге «Охваченные членством» (2004) характеризует приветствие «Слава Кубани!» и отклик «Героям слава!» как обычные для кубанской станицы конца 1990-х годов. Атаман Кубанского казачьего войска в 1990—2007 годах Владимир Громов отмечал, что до революции на Кубани не существовало приветствия «Слава Кубани! — Героям слава!», которое, по всей видимости, активно вошло в обиход в начале 1990-х годов в период возрождения казачества. По словам атамана Громова, местные казаки ранее просто здоровались друг с другом, используя обычные приветствия в зависимости от возраста и отношений. Введение данного приветствия связано с стремлением казаков обратить внимание на героическое прошлое Кубани и выразить любовь и гордость за её подвиги. Приветствие «Слава Кубани!» не вызывает у атамана беспокойства — он посчитал его естественным проявлением стремления казаков связать себя с историей Кубани.
Приветствие активно предлагалось для школьных мероприятий. Так, в «казачьих классах» при школах Новороссийска приветствие использовалось регулярно. В связи с войной на Украине в апреле 2015 года управление муниципального образования город Новороссийск отменило использование приветствия «Слава Кубани! Героям слава!» в «казачьих» классах.
В ноябре 2015 года на сборе Кубанского казачьего войска исполняющий обязанности председателя Совета стариков Николай Рябцев высказал свою обеспокоенность относительно устоявшегося в казачьей среде приветствия «Слава Кубани! Героям слава!», поскольку оно, по его утверждению, применяется современными украинскими националистами. Оно похоже на украинское приветствие «Слава Украине! Героям слава!», однако не несёт фактора преемственности от украинских националистов и достаточно успешно используется в воспитании казачьей молодёжи.